# Кош-Елга
Кош-Елга (баш. Ҡушйылға, чув. Хушăлка) — село в Бижбулякском районе Башкортостана, центр Кош-Елгинского сельсовета.

## Географическое положение
Расстояние до:
- районного центра (Бижбуляк): 41 км,
- ближайшей ж/д станции (Аксаково): 25 км.

## Население
Число жителей: в 1783 – 193 чел.; 1795 – 243; 1816 – 331; 1834 – 454; 1870 – 1083; 1896 – 1648; 1906 – 2007; 1920 – 2475; 1939 – 1487; 1969 – 1283; 1989 – 916; 2002 – 907 чел.
| 2002 | 2009 | 2010 |
| ---- | ---- | ---- |
| 907  | ↘864 | ↘759 |

Согласно переписи 2002 года, преобладающая национальность — чуваши (91 %).

## История
Название происходит от названия речки Ҡушйылға.
Возникновение села
По историческим преданиям и сохранившимся легендам, первые жители обосновались в 1722 г., переселившись сюда из деревень Тогаево и Ковали Чебоксарского уезда. Первые переселенцы были некрещёные и в течение некоторого времени проживали здесь на условиях устного соглашения, т.е. без оформления договорных документов.
По другим сведениям, село возникло в 70–80-х гг. XVIII в., оно не значится в документах первых трёх российских ревизий. Первое упоминание относится к 1 апреля 1781 года, сохранился договор кош-елгинцев на башкирские земли, который они заключили с башкирами Иликей-Минской волости Ногайской даруги. В документе говорится об отдаче башкирами местности Кошилка новокрещённым чувашам в числе 10 дворов за 200 руб. сроком на 50 лет.
В 1906 г. в селе размещались волостное правление, министерские одноклассные мужское (1878) и женское церковно-приходские училища, хлебозапасный магазин, 1 мануфактурная, 2 бакалейные, 1 винная лавки, 5 мельниц. В 1889 году на месте, где население проводило чувашские моления и обряды, была построена Космо-Дамиановская церковь. Крестьяне занимались земледелием, пчеловодством, портняж. ремеслом, выделкой овчин.
Поддерживались тесные родственные и хозяйственные связи с окрестными селениями, в т. ч. с селом Слакбаш (располагается в 15 км к СВ). В Кош-Елге неоднократно бывал К.В. Иванов.
В 1929 г. в селе был организован колхоз «Ключёвка». С 1936 по 1958 гг. действовала Кош-Елгинская МТС. С 1952 г. – колхоз им. И.В. Мичурина, с 1961 г. – совхоз «Кош-Елгинский».  Имеются средняя школа, библиотека, музей, магазины, фельдшерско-акушерский пункт, дом культуры.

## Религия
В селе есть православная церковь Косьмы и Дамиана.

## Известные уроженцы
- Степанов, Константин Иванович (1 июля 1922 года, с.Кош-Елга — 13 марта 1999 года) — командир танка 233-й танковой бригады (5-й механизированный корпус, 6-я танковая армия, 2-й Украинский фронт), младший лейтенант, Герой Советского Союза.